# Quartzau

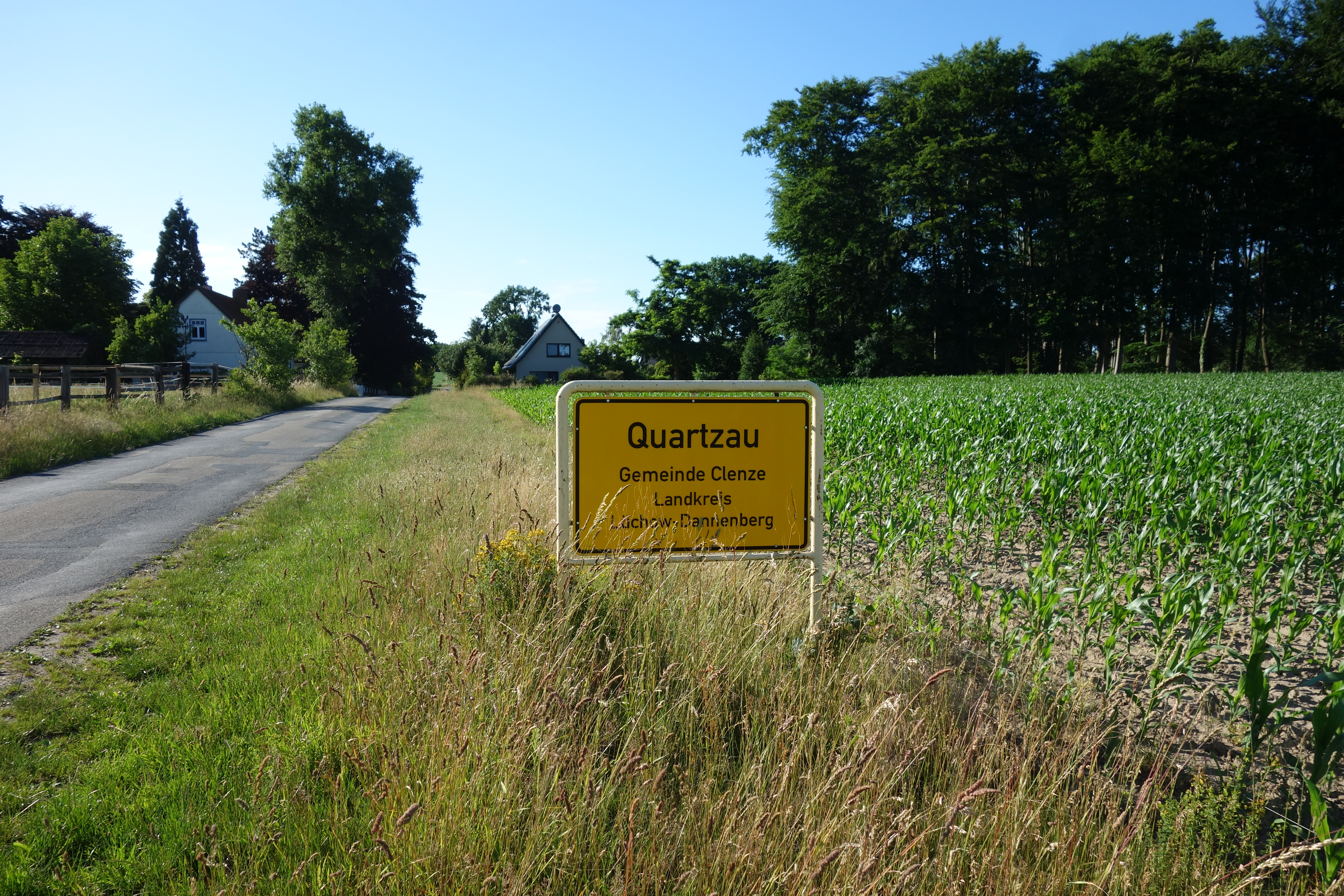
Quartzau, Ortseingang

Quartzau ist ein Ortsteil der Gemeinde Clenze im niedersächsischen Landkreis Lüchow-Dannenberg. Das Dorf liegt westlich vom Kernbereich von Clenze zwischen der nördlich verlaufenden B 493 und der B 71.

## Geschichte
Am 1. Juli 1972 wurde Quartzau in die Gemeinde Clenze eingegliedert.